# Saint-Martin-d'Heuille
Saint-Martin-d'Heuille is een gemeente in het Franse departement Nièvre (regio Bourgogne-Franche-Comté) en telt 583 inwoners (2009). De plaats maakt deel uit van het arrondissement Nevers.

## Geografie
De oppervlakte van Saint-Martin-d'Heuille bedraagt 13,2 km², de bevolkingsdichtheid is 43,6 inwoners per km².
De onderstaande kaart toont de ligging van Saint-Martin-d'Heuille met de belangrijkste infrastructuur en aangrenzende gemeenten.

## Demografie
Onderstaande figuur toont het verloop van het inwonertal (bron: INSEE-tellingen).